# Brieven van het front
Brieven van het front is een hoorspel naar het verhaal Tristram van Alan Alexander Milne, dat verscheen in de bundel Birthday Party and Other Stories (1948). Nantko G. Haselhoff vertaalde het en de VARA zond het uit op woensdag 24 december 1958 (met een herhaling op vrijdag 19 juli 1968). De regisseur was S. de Vries jr. Het hoorspel duurde 53 minuten.

## Rolbezetting
- Louis de Bree (kolonel Kay)
- Mien van Kerckhoven-Kling (de verpleegster)
- Piet te Nuyl sr. (oppasser Twelvetrees)

## Inhoud
Het verhaal speelt zich af in een klein dorpje in de buurt van Londen in het jaar 1943. Naast de gepensioneerde kolonel Kay woont een vrouw die uit haar huis in Londen is gebombardeerd en verschrikkelijk gewond is. De verpleegster die haar verzorgt, komt bij Kay aankloppen en zou hem willen spreken. Ze wordt ontvangen door Twelvetrees, zijn oppasser. De kolonel kan haar volgens hem niet meteen te woord staan, want hij ontving na lange tijd drie brieven van z’n zoon Tristram, die kapitein is aan het front bij Salerno. Plots duikt hij echter toch op en de verpleegster vraagt hem meteen of hij z’n buurvrouw zou willen helpen. Ze heeft immers heeft in geen drie weken meer iets gehoord van haar neef, die in dienst is en haar anders elke week schreef. Tristram en de neef blijken tot dezelfde divisie te behoren…